# Causa número 1
La Causa número 1 fue una controversia política en Cuba en la que Arnaldo Ochoa Sánchez, el coronel del Ministerio del Interior (Minint) Antonio de la Guardia, el mayor del Minint Amado Padrón y el capitán de las FAR Jorge Martínez fueron ejecutados como responsables de una supuesta operación de narcotráfico con el Cartel de Medellín. Poco después se inició la causa número 2 donde el ministro del Interior, José Abrantes Fernández fue condenado a 20 años de prisión.

## Antecedentes

### Narcotráfico
Antonio de la Guardia era el jefe de la unidad Moneda Convertible del Ministerio del Interior, que violaba el embargo estadounidense a Cuba. El objetivo era sacar de los Estados Unidos material de alta tecnología. Es aquí que la unidad Moneda Convertible empieza a tener contacto con cubanos americanos que, supuestamente estaban en contacto con traficantes de América Latina. La tecnología que estaba prohibido venderle a Cuba por el embargo estadounidense a Cuba, era comprada dentro de EE.UU y llevada por lancheros, de Miami a Cuba. Y esos lancheros se dedicaban a todo y después iban para América Latina donde estaban en contacto con personas que tenían actividades ilegales, que ya eran parte de una red y hacían el transporte de estos equipos.
A finales de 1988 un piloto de las rutas de cocaína de Colombia a La Habana resultó ser un informante de Administración de Control de Drogas. Con este informante y otros recursos a su disposición, los agentes estadounidenses rastrearon y documentaron cada movimiento del cartel cubano asociado con la unidad Moneda Convertible. Pronto, Washington acumuló suficiente evidencia para implicar a Fidel Castro en un complot internacional de narcotráfico, en alianza con los cárteles colombianos y mexicanos. Mientras tanto, en Cuba, la red de Antonio de la Guardia detectó la infiltración de los Estados Unidos, y rápidamente comenzaron a cerrar todas las operaciones. Pero ya era demasiado tarde, Ronald Reagan había iniciado una ofensiva total contra el narcotráfico que amenazaba con desestabilizar el continente. A medida que 1989 comenzaba, el escándalo estaba a punto de estallar.

### Crisis política
En 1985, Mijaíl Gorbachov se convirtió en secretario general del Partido Comunista de la Unión Soviética. Reformador, implementó medidas para aumentar la libertad de prensa (glasnost) y la descentralización económica (perestroika) en un intento de fortalecer el país. Como muchos críticos marxistas ortodoxos, Fidel Castro temía que las reformas debilitaran el Estado socialista y permitieran que elementos capitalistas recuperaran el control. Gorbachov cedió a las demandas estadounidenses de reducir el apoyo a Cuba, mientras las relaciones entre Cuba y la Unión Soviética se deterioraban.
El gobierno de Fidel Castro hacía frente a un tiempo de cambios e inestabilidad donde se mezclan elementos como el narcotráfico, la Perestroika en la Unión Soviética y los vientos de reforma política por las Revoluciones de 1989. En abril de 1989 el líder de la Unión Soviética Mijail Gorbachov visito Cuba. Gorbachov le informó a Fidel Castro que la perestroika significaba el fin de los subsidios para Cuba.
Desde ese momento aparecieron los llamados «perestroikos», es decir, los dirigentes y militares cubanos influidos por el proceso de reformas soviético que había impulsado Gorbachov. Algunos analistas sostienen que en el Ministerio del Interior abundaban los de partidarios de abogar por una Perestroika a la cubana. 10 días antes de la llegada de Mijaíl Gorbachov a Cuba, y pese al reconocido rechazo de Fidel Castro al proceso de reformas soviética, el entonces ministro del Interior, José Abrahantes Fernández, declaró que «no hay duda de que estamos en presencia de cambios», y advirtió que «no se pueden cerrar los ojos ante estos cambios».
En Cuba empezaron a crecer las críticas internas en el gobierno. Arnaldo Ochoa Sánchez fue el más crítico en los altos mandos del gobierno con los hermanos Fidel Castro y Raúl Castro. Llegó a declarar: «estos dos llevan mandando gente a morir desde hace 30 años. Están ocupando el poder y llevándose el dinero» y «A los viejos combatientes nos tienen a todos abandonados. Estos dos llevan tantos años mandando gente a matar».
También hubo discrepancias sobre el manejo de la Operación Carlota en la guerra civil angoleña y la salida negociada. Arnaldo Ochoa Sánchez quería discutir con Fidel Castro sobre el futuro de Cuba y proponía reformas, sobre todo en la gestión económica. Se cree que el grupo de Arnaldo Ochoa, tramaba en la sombra el derrocamiento de Fidel Castro y la instauración de un nuevo sistema político en Cuba.
También se ha asegurado que Arnaldo Ochoa Sánchez, entonces uno de los generales más condecorados, que fue nombrado Héroe de la República de Cuba y que formaba parte del Comité Central del Partido Comunista de Cuba, había ganado demasiado protagonismo y admiración en la isla por sus exitosas campañas militares y por su genio estratégico en las guerras de Ogadén y Angola. Pero es poco probable que Ochoa hubiese sido tan popular como para que pudiese ser una amenaza para el liderazgo de los Fidel Castro. Haciendo caso omiso de los llamados a una liberalización de acuerdo con el ejemplo soviético, Castro continuó reprimiendo a los disidentes internos y, en particular, vigiló a los militares, la principal amenaza para el gobierno.

## Juicio

### Causa número 1
El lunes 29 de mayo de 1989, Raúl Castro convocó a sus asesores más próximos, los generales Abelardo Colomé Ibarra y Ulises Rosales del Toro, para discutir el nombramiento del general Arnaldo Ochoa Sánchez como jefe del Ejército de Occidente. Sabía de las enormes capacidades individuales de Ochoa, de su audacia y de su indiscutido liderazgo entre los oficiales de las FAR. Y por eso también le temía. Desde 1970 le seguía los pasos, sospechaba de su independencia y últimamente no le gustaban nada las simpatías de Ochoa por la Glásnost y la Perestroika que Mijaíl Gorbachov llevaba adelante en la Unión Soviética.
Al día siguiente Antonio de la Guardia fue sustituido de la unidad Moneda Convertible del Ministerio del Interior. El 12 de junio Arnaldo Ochoa Sánchez fue detenido, al día siguiente Antonio de la Guardia junto a su hermano mellizo Patricio de la Guardia fueron detenidos en el Ministerio del Interior. A raíz de estos arrestos, se activó la Operación Bandera Roja. Un estado de alta alerta militar fue impuesto en todas las principales unidades del Ministerio del Interior. se anunció por medio del periódico oficialista Granma el arresto de múltiples militares entre los que destacan el general Arnaldo Ochoa y el coronel Antonio de la Guardia, implicados en graves caso de corrupción y narcotráfico.
El 12 de junio de 1989 se convocó al Tribunal de Honor de las Fuerzas Armadas Revolucionarias de Cuba. Raúl Castro, rindió un informe ante el tribunal con el propósito de contribuir al esclarecimiento de los hechos. Arnaldo Ochoa Sánchez fue acusado junto a 13 implicados más de contactarse con narcotraficantes internacionales; traficar ilícitamente con cocaína, diamantes y marfil; utilizar el espacio aéreo, el suelo y las aguas cubanas para actividades de narcotráfico; y avergonzar a la Revolución cubana con actos calificados como de alta traición.

Los acusados fueron detenidos durante casi 15 días, sin tener contactos con sus abogados y su familia. Fidel Castro visitó a los acusados en la cárcel para pedir que se autoinculparan, «Si ustedes aceptan lo que nosotros les estamos pidiendo, no los vamos a fusilar», les aseguraron. Los abogados defensores asignados eran oficiales del Ministerio del Interior. Cuando la familia de Antonio de la Guardia se entrevistó con ellos uno dijo «No, yo no he tenido tiempo de leer el expediente» y el otro «No, yo no quiero defenderlo, lo voy a hacer porque la revolución me lo pide». El 14 de junio de 1989, para asombro de los cubanos, el periódico oficialista Granma había anunciado:
“Nos vemos en el desagradable deber de informar que el General Arnaldo Ochoa Sánchez, quien ha recibido del Partido y de las Fuerzas Armadas Revolucionarias importantes responsabilidades y honores, ha sido arrestado y sometido a investigaciones por graves hechos de corrupción y manejo deshonesto de recursos económicos”.
 Según relató el diario Granma, Ochoa y sus cómplices conspiraron para transportar seis toneladas de cocaína vía Cuba, recibiendo a cambio 3,4 millones de dólares. El fiscal designado fue Juan Escalona Reguera. El juicio de Arnaldo Ochoa Sánchez fue televisado durante un mes, y el militar señaló que no sabía que los demás imputados desarrollaban actividades de narcotráfico. En su declaración señaló que sabía que Antonio de la Guardia hacía negocios con Tabaco y Antigüedad señalando «Yo nunca supe a ciencia cierta que él estuviera haciendo negocios de narcotráfico». Ochoa admitió su culpa durante el juicio y reconoció la posibilidad de ser condenado a muerteː
«Creo que traicioné a la patria y, se lo digo con toda honradez, la traición se paga con la vida».
 Después de que ellos se autoinculpasen, sus abogados no presentaron ninguna defensa. Arnaldo Ochoa Sánchez fue privado del grado de general de división de las Fuerzas Armadas Revolucionarias de Cuba, fue despojado del título honorífico de «Héroe de la República de Cuba», fue expulsado del Partido Comunista de Cuba, a cuyo Comité Central pertenecía, y fue desposeído de su condición de diputado a la Asamblea Nacional del Poder Popular de Cuba.
El 7 de julio, el Tribunal Militar Especial dictó sentencia. La pena de muerte fue dictada para el general Arnaldo Ochoa Sánchez, el coronel Antonio de la Guardia, el mayor Amado Padrón Trujillo y el capitán Jorge Martínez Valdés. A Patricio de la Guardia y a los oficiales de la unidad Moneda Convertible se les impusieron 30 años de prisión, mientras que otros tres miembros de la unidad Moneda Convertible, recibieron condenas de 25 años. El 8 de julio, la Sala de Asuntos Militares del Tribunal Superior deniega la apelación.
Al día siguiente, el Consejo de Estado respaldó por unanimidad la pena de muerte dictada por el tribunal militar, Guillermo García Frías fue el único que tuvo dudas al respecto pero finalmente también voto a favor. El propio Fidel Castro a apresento ante el Consejo de Estado, ratificando la pena capital para los acusados, aunque algunos se salvaron. El delito de tráfico de drogas imputado a los acusados según el artículo 190, incisos 1, 3 y 4 del Código Penal de Cuba vigente en 1989, no preveía la pena de muerte. La sanción máxima era de 15 años de privación de libertad.
Las reacciones internacionales a la confirmación de la pena de muerte por narcotráfico han sido fueron escasas, pero todas ellas coincidían en pedirle a Fidel Castro la conmutación de la condena. Las peticiones partieron desde el papa Juan Pablo II, Amnistía Internacional, el Partido Comunista de España y Comisiones Obreras, entre otros.
En la mañana del 13 de julio de 1989 Arnaldo Ochoa Sánchez fue fusilado al amanecer en la playa de Baracoa, en el oeste de La Habana, junto al coronel Antonio de la Guardia, el capitán Jorge Martínez Valdés y el mayor Amado Padrón Trujillo por un pelotón de 6 hombres liderado por el coronel José Luis Mesa Delgado. Las últimas palabras de Ochoa frente al pelotón de fusilamiento fueron: «Ustedes, muchachos, son como hijos míos. Tírenme al pecho, que van a matar a un hombre». Su ejecución fue anunciada horas después a través de la televisión cubana.

### Causa número 2
Raúl Castro desconfiaba de José Abrahantes Fernández y de las fuerzas que dependían del Ministerio del Interior. El hermano de Fidel, a cargo del Ministerio de las Fuerzas Armadas Revolucionarias, Minfar, consideraba que el primero era demasiado grande, exageradamente poderoso, corrupto y cada vez más infiltrado por la inteligencia norteamericana. El 28 de junio, José Abrahantes fue destituido como ministro del Interior, pero, sorprendentemente, todavía «gozaba de toda la confianza», según el periódico Granma.

La Causa 2 inicio en agosto de 1989. José Abrahantes Fernández fue juzgado por negligencia en el servicio, abuso en el cargo, uso indebido de recursos financieros y por ocultar información importante al gobierno de Cuba, permitiendo la realización acciones ilegales entre 1986 y 1989. Debido a todo esto fue degradado y se le sentenció a 20 años de prisión. En el juicio no solo se estaba juzgando a Abrahantes, sino también a otros oficiales del Ministerio del Interior, como el también general de división Pascual Martínez Gil. Se cree que el propio Fidel Castro firmó la decisión de remoción del cargo y afirmó que lo hizo por:
«la gran deficiencia en la dirección del ministerio en relación con la conducta de un grupo de oficiales quienes durante dos años y medio llevaron a cabo operaciones de narcotráfico con impunidad y sin que fueran descubiertos».
El juicio se grabó en formato VHS y fue mostrado únicamente a miembros de la Contra Inteligencia de Cuba y a la Seguridad del Estado, pero en 2008 se hizo público el juicio por partes, mediante la plataforma de YouTube. La Causa Número 2 condujo al desmantelamiento del Ministerio del Interior, que respondía a Fidel, y su sometimiento al poder de Raúl Castro, el más alto general de las Fuerzas Armadas Revolucionarias de Cuba. Los condenados fueron José Abrahantes Fernández, el general de división Pascual Martínez Gil, el teniente coronel, Manuel Gil Castellanos; el teniente coronel Rolando Castañeda Izquierdo, el general de brigada, Roberto González Caso y un civil, Héctor Carbonell Méndez.
La Dirección de Inteligencia y la Dirección General de Contrainteligencia sufrieron grandes transformaciones, muchas de ellas con un impacto negativo según analistas y testigos que formaron parte de las mismas. El Jefe del G2 General de División Germán Barreiro Caramés, fue sustituido de su cargo y su lugar lo ocupó el también General de División Jesús Bermúdez Cutiño, quien hasta ese entonces fungía como Jefe de la Dirección de Inteligencia Militar, o sea el servicio de inteligencia del MINFAR.
Cientos de oficiales del Ministerio del Interior fueron arrestados, obligados a retirarse, despedidos o sancionados, e incluso transferidos hacia otras direcciones del MININT después de las Causas 1 y 2 de 1989. A su vez muchos oficiales del MINFAR fueron transferidos al MININT, para ocupar posiciones de supervisión y control, y de esta manera ocupar los cargos que quedaban vacantes una vez que los antiguos oficiales del MININT habían cesado sus funciones. La atmósfera era la típica de una cacería de brujas como algunos decían, y nadie se sentía seguro de su posición. La Dirección de tropas Especiales del MININT fue disuelta y sus unidades ocupadas por unidades de Tropas Especiales del MINFAR, acción que desató toda clase de conjeturas y comentarios que ayudaban a validar las versiones de que las Causas 1 y 2 de 1989 fueron algo más que el resultado de acciones disciplinarias del gobierno hacia el MININT por motivos de narcotráfico internacional y corrupción.

## Consecuencias
José Abrahantes Fernández a los pocos meses, muere de manera muy oportuna en la cárcel. Le provocaron un infarto. Patricio de la Guardia fue excarcelado en 1997 y se quedó a vivir en Cuba, en la vieja mansión familiar de Miramar, donde disfrutaba de una libertad condicional vigilada. El resto de los De la Guardia emprendió, uno a uno, el exilio a Estados Unidos. Según el escritor Norberto Fuentes, por presiones de los militares a cargo de su caso se comprometió a, en ningún momento posterior al término de su sentencia, solicitar su salida del país.
Las acusaciones contra los militares y el hecho de que las supuestas operaciones de narcotráfico fueron realizadas sin la venia de la cúpula del poder han sido puestas en duda en repetidas ocasiones. Un tribunal de la Organización de las Naciones Unidas declaró que el juicio fue arbitrario desde el principio hasta el final. Según el veterano de guerra angoleño Rafael del Pino, quien sirvió bajo el mando de Ochoa en Angola, el juicio de Ochoa y De la Guardia fue un intento del liderazgo político cubano de ocultar sus propios vínculos con la mafia colombiana de la droga. Fidel Castro se quitó dos problemas de encima. Por un lado, tenía mucho miedo por la implicación del tema del narcotráfico justificara una invasión norteamericana. Por otro lado, se quitó de encima 2 opositores potenciales dentro del propio régimen.
Según el periodista español José Manuel Martín Medem, «la acusación contra Ochoa de “traición a la patria” fue un montaje para justificar su fusilamiento». Para muchos, las causas número 1 y número 2 fueron más bien acciones para acallar las voces que alentaban las reformas en la isla, para lo cual no se iba a tener consideraciones. Lo cierto es que, luego de estos procesos, Fidel eliminó cualquier posible disidencia, que le permitió resistir al periodo especial. Disidentes cubanos de a pie honraron al general Arnaldo Ochoa Sánchez en los barrios pobres de La Habana como «8A», escrito con carbón, en un símbolo de resistencia tras su ejecución. El caso fue un mensaje a las Fuerzas Armadas Revolucionarias de Cuba y al Ministerio del Interior: «Si yo fusilo a esta gente, aquí nadie está a salvo».
Las causas 1 y 2 de 1989 fueron las excusas perfectas que le dieron a Raúl Castro la oportunidad de poner fin a las rivalidades a altos niveles, y de manera calculada y magistral sustituyó a todo aquel individuo o institución por importante que fuera, por otro de su conveniencia y que pudiese gozar de su confianza, independientemente de si los nuevos jerarquizados, reunían las condiciones necesarias para el desempeño de sus nuevas funciones. El hecho de que Raúl confiaba en los hombres que el nombraba en las nuevas posiciones, pudo más que cualquier otro elemento a considerar. Muchos de los oficiales que sobrevivieron esa etapa manifestaron que había sido un error haber sembrado tanta desconfianza en el Ministerio del Interior en aquel entonces, pues algunos de los oficiales del MINFAR que habían venido a ocupar cargos de dirección, sabían muy poco o nada acerca de espionaje y contraespionaje.

## Película documental
- Documental 8A - El juicio de Arnaldo Ochoa.[31]